# União Nacional para o Progresso da Romênia
A União Nacional para o Progresso da Roménia (em romeno:  Uniunea Națională pentru Progresul României, UNPR) foi um partido político da Roménia.

## História
O partido foi formado em Março de 2010, por um grupo de artistas independentes que se afastou do Partido Social Democrático (PSD) e do Partido Nacional Liberal (PNL), para apoiar o Presidente Traian Basescu. No entanto, logo após a formação do partido, uma tensão começou entre ex-membros do PSD e do PNL, sobre a distribuição de posições de liderança e a orientação política do novo partido, com o ex-Social-Democratas, dominando-o. O primeiro congresso do partido foi realizado em primeiro de maio de 2010, com intuito de eleger seus líderes.
Em fevereiro de 2012, o partido fez parte da formação do novo governo, junto com o Partido Liberal Democrata (PDL), majoritário e de centro-direita, e com a Aliança Democrática dos Húngaros na Romênia (UDMR).
Em 12 de julho de 2016, o ex-Presidente Traian Basescu anunciou que a UNPR seria fundida com o seu partido em 20 de julho de 2016.

### Liderança
- Gabriel Oprea - presidente (senador, vice-primeiro-ministro)
- Șerban Mihăilescu - vice-presidente (senador)
- Neculai Onțanu - secretário-geral (prefeitura do 2º setor, Bucareste)